# 2012年10月臺灣
| << | 2012年10月 （民國101年） | >> |    |    |    |    |
| \| 日 \| 一 \| 二 \| 三 \| 四 \| 五 \| 六 \| \| \| 1 \| 2 \| 3 \| 4 \| 5 \| 6 \| \| 7 \| 8 \| 9 \| 10 \| 11 \| 12 \| 13 \| \| 14 \| 15 \| 16 \| 17 \| 18 \| 19 \| 20 \| \| 21 \| 22 \| 23 \| 24 \| 25 \| 26 \| 27 \| \| 28 \| 29 \| 30 \| 31 \| \| \| \| \| \| \| \| \| \| \| \| |                          |    |    |    |    |    |
| 臺灣新聞動態／維基新聞 |                          |    |    |    |    |    |
| 世界／中国大陆／臺灣 |                          |    |    |    |    |    |
| 日 | 一                       | 二 | 三 | 四 | 五 | 六 |
| | 1                        | 2  | 3  | 4  | 5  | 6  |
| 7 | 8                        | 9  | 10 | 11 | 12 | 13 |
| 14 | 15                       | 16 | 17 | 18 | 19 | 20 |
| 21 | 22                       | 23 | 24 | 25 | 26 | 27 |
| 28 | 29                       | 30 | 31 |    |    |    |
| |                          |    |    |    |    |    |

## 10月1日
- 財團法人國家實驗研究院 今宣布，將由原國立清華大學教授葉哲良接任儀器科技研究中心主任。[1]

## 10月2日
- 美国国务院資深官員今表示，美方預計11月1日公佈: 給予台灣免簽待遇，由於國務卿希拉蕊2011年早已提名台灣，所以「沒有」必要就此事與中國溝通。雖然美方已同意臺灣旅客將來可享免簽待遇，但台灣旅客還是得事前先行透過「電子系統旅遊授權」（ESTA）登錄資料OK後，方可順利入境美國。[2][3]

## 10月3日
- 總統府秘書長楊進添今表示，台灣是美國免簽證計畫中，唯一無邦交的國家。[4]
- 立法院社會福利及衛生環境委員會今進行醫事機構「五大皆空（內、外、婦、兒、急診科）暨護理改善專案」報告，民進黨立委陳節如質詢健保預算如何兼顧搶救「五大皆空」及護理人力荒，以及合理提高給付及護理加班費。[5][6][7]
- 農委會要求衛生署訂定台灣適用之「動物用藥殘留標準」，但卻未依機制，先行提供恰當之科學檢驗資料予衛生署評估，此舉有違失，今遭監察院糾正。[8]
- 農委會水產試驗所今發表台灣首例「海木耳」陸上養殖技術，此亦為全球首例以海木耳為養殖對象，並達到穩定量產規模。[9]
- 法國「東部共和報」（L'Est Republicain）報導，台灣空軍飛行員王同義在法國盧克瑟伊萊班（Luxeuil-les-Bains）空軍基地執行飛行訓練時，墜機身亡。[10]
- 一天兩起海外船難，造成台灣旅客八人溺斃。一起為自由行至菲律賓長灘島旅遊，三旅客因齊聚船側躲雨不幸翻船溺斃。另一起則為組團至越南下龍灣旅遊，因搭乘的小船遭當地觀光船撞翻，而不幸溺斃。[11][12][13]
- 英國泰晤士報高等教育特刊今公布2012-2013年世界最佳大學排行榜報告，台灣僅有國立台灣大學排名第134，較去年上升20個名次。[14]
- 中興大學生命科學系教授施習德...等研究團隊，日前再度發現(原被視為無效物種)的麗彩招潮蟹在澎湖出現，此行讓台灣招潮蟹類種增至12種。其研究結果已於9月在紐西蘭國際期刊「動物分類學」（Zootaxa）中首度發表。[15]
- 受蔣渭水影響的台灣導演章蓁薰投入近1年半時間，完成台灣首部動畫紀錄片「總督府風暴《台灣第一反》蔣渭水」，拍攝手法採以創新實驗型式，刻畫蔣渭水的一生。其世界首映典禮，在晚間19:00 PM於信義誠品6樓舉行。[16]
- 監察院調查愛滋器捐案，於8月間通過監委尹祚芊、李復甸提案，彈劾台大醫師柯文哲，監院9月間通過糾正案，監察院今在電子公布欄公告糾正案文，糾正衛生署、國立台灣大學醫學院附設醫院。[17]

## 10月4日
- 行政院院會上午通過刑法第185條之3修正草案。明定駕駛人吐氣濃度每公升0.55毫克、或血液濃度達0.11%，就不符「安全駕駛」標準。草案加重酒駕肇事致死，由1年以上7年以下有期徒刑，修正為3年以上10年以下有期徒刑。[18]
- 經濟部國際貿易局主辦、經濟部推動綠色貿易專案辦公室執行的「第2屆台灣綠色典範獎」，今舉行頒獎典禮。身兼辦公室執行長的陳添枝會後受訪表示，政府推行「三業四化」方向正確，但大家要有點耐心。[19][20]

## 10月5日
- 內政部入出國及移民署指出，日籍人士「踹踢林姓計程車運將」乙案之友寄隆輝，今被地檢署裁定以「驅逐出境」處置。於傍晚17時30分時已搭乘中華航空班機遣返回日本。[21]

## 10月7日
- 中央氣象局表示，關島附近海面的熱帶性低氣壓在晚間轉型為輕度颱風，此為2012年第21號 （Prapiroon），距台灣約1,700公里，以時速12公里向西前進。[22][23]

## 10月8日
- 花蓮縣區漁會向漁業署極力爭取花蓮海域的「專用漁業權」，已於今日核准，核准期直至2022年為止。劃定範圍:自花蓮縣花蓮轄區沿岸自平均低潮線向外延伸3浬之海域為限。此舉將促使外縣市之漁船，將必須額外提出申請，並繳納入漁規費後，方可於花蓮3浬內之海域從事捕撈作業。[24][25][26]

## 10月9日
- 行政院勞工委員會最新精算報告表示，勞保基金收支逆差已提前至2017年，破產危機將提早至2027年。[27]
- 亞洲大學健康學院院長林俊義花5年的時間研發新稻品種，產量可望提高70％，1年可3收，今發表命名為「亞大168號超級粳稻」。[28]
- 中央氣象局表示，輕度今凌晨2時，強度持續增加，近中心最大風速每秒30公尺，並向西轉西北西方向移動。且於下午15時增強為中度颱風，行進速度雖緩慢近似滯留，但判定3、4天內不會影響台灣天氣。[29][30]
- 台北美兆健管中心院長朱大維分析2012年年度健檢報告，並推出健康年齡公式，其中...不運動、肥胖、抽菸、喝酒等，均是影響壽命的因子，其將會促成提早老化過程。[31]
- 行政院今晚跨部會議達成初步共識，台商回台投資可增額進用15%或20%外勞(但進用最高上限40%)，並享5年維持現行附加就業安定費之豁免期。[32]
- 台灣銀行總經理張明道今表示， 中央銀行已指定台灣銀行上海分行擔任中國境內新台幣清算行，盼台資銀行在中國分行與台銀簽訂代理協定，參與新台幣供給及清算作業。[33]
- 教育部今表示，1994年以前所編撰的「重編國語辭典修訂本」網路版，部分詞語解釋已不符現今觀點，預計2013年由國家教育研究院重修。[34]
- 金門大學助理教授林志芳今指出，金門大學與嘉義大學合作，將金門高粱酒酒糟經碳化、活化製備成活性碳，將可作食品級防潮材料。[35]

## 10月10日
- 中央研究院中國文哲研究所研究員李奭學認為，中日文字作品要獲得諾貝爾文學獎評審青睞，得靠「翻譯」。[36]

## 10月11日
- 經濟部次長卓士昭今於「台灣亞太產業高峰論壇」表示，政府5年內將投入新臺幣240億元推動雲端運算產業，盼於2015年達成雲端服務應用體驗1,000萬人次。[37][38]
- 工研院今宣布，成功開發離心式冰水機及智慧變頻空調系統的關鍵零組件，此舉將有助臺灣冷凍空調產業打破長期由國際大廠把持的局面。[39]
- 行政院會今通過教師法修正草案，新增「高級中等以下學校教師」應接受教師評鑑，草案將送立法院審議。[40]
- 國防部長高華柱上午於立法院答詢時證實，按2011年精算數字來看，軍人退撫基金恐於2018年就會破產。[41]
- 空軍司令部政戰主任吳萬教中將表示，幻象戰機經檢整後已恢復正常飛行訓練，王同義失事原因目前仍由法方檢調單位調查中。[42]
- 屏東科技大學食品科學系博士黃評脩研發「酵素修飾果膠」不僅可替代起雲劑、乳化劑，價格只有起雲劑的一半，同時發現其可抑制癌細胞生長，此研發成果已獲得美國專利。[43]
- 金門大學食品科學系助理教授李欣玫研發團隊開發「高粱酒糟抗解澱粉」生產技術，今技轉給皇家酒廠量產，協助其降低「抗性澱粉」採購價格。[44]
- 交通部高速公路局說，「交通部國道公路建設管理基金」是在1994年成立，主要用途為國道興建及養護。大部分收入來自國道通行費。基金成立至今迄18年，因國道數不斷擴增，至今負債高達新台幣2,100億元。高公局曾在2005年檢討國道基金財務，當時評估，基金債務至少要到2037年才能達到收支平衡。[45]

## 10月12日
- 證券所得稅2013年開徵，除了法人維持最低稅負制外，個人投資方面將採「設算所得扣繳」與「核實課稅」雙軌制，且自2015年起，個人方面將以「核實課稅」採單軌制，並增加當年度賣出金額達新台幣10億元以上的適用對象，採以分開計稅、合併報繳方式，稅率為15%。[46]
- 「不老騎士－歐兜邁環台日記」紀錄片，不但入圍2012年韓國釜山影展「超廣角」(Wide Angle)單元正式競賽片，紀錄片自今日起也將全台上映。[47][48]

## 10月15日
- 弘道基金會今指出，「不老騎士-歐兜邁環台日記」上映三天，已開出新台幣400萬元票房，榮登台灣影史紀錄片開片票房冠軍。[49]

## 10月16日
- 內政部建置「不動產交易實價查詢服務網」今上線，民眾可上網查詢不動產成交行情。最高價交易案件落於台北市信義區松勇路段，成交總價2億3,800萬元，含車位每坪近130萬元。[50][51][52]
- 5名平均年齡72歲、最高齡79歲的美國長者，在5名65歲以下美國人陪騎下，響應著五年前所做的「台灣不老騎士機車環台之旅」，上午依循當年台灣不老騎士模式，從台中市政府廣場出發，展開7天環台騎蹟之旅。[53]
- 衛生署今公布2012年第3件臺灣本土「登革出血熱」死亡病例，3名死者全隸屬高雄，而入夏迄今，本土「登革熱」確定病例共670例，其中「登革出血熱」已占13例，高雄首佔12例。[54]
- 日本首家低成本航空樂桃航空（Peach Aviation），今上午首航台灣，開航（台北－大阪）航班，每日1班，但自12月15日起，則增量為1天2班，使用A320-200型飛機，有180個座位，全機是經濟艙。[55]
- 審計長林慶隆今在立法院報告2011年年度中央政府總決算審核報告時表示，2011年全國賦稅持續成長並創新高，但2012年到2016年應償付到期債務卻高達2.2兆元，償債壓力龐大。[56]

## 10月18日
- 勞工保險局給付處經理林中正表示，受傳媒影響，「勞保基金財務危機」新聞造成民眾恐慌，詢問「申請一次性給付」的人數暴增，勞保局呼籲勞工務必冷靜。[57]

## 10月19日
- 行政院今晚表示，承諾將「兼顧世代公平正義及勞保基金永續發展，修法建構健全的勞保制度，並將政府撥補周全入法」。[58][59]
- 為推動電子競技（e-Sports）成為體委會認可之單項運動及重點培育項目，「英雄聯盟第2季世界賽」冠軍隊伍「TPA台北暗殺星」，今至立法院拜訪立院各黨團爭取支持，並已獲得各方肯定答覆。[60]

## 10月20日
- 經濟部統計，從2009年起~2012年10月止，全台已補助約1.7萬輛電動機車之購置，並於其周遭地區補助建置1,027處共1,610座充電站，現今又開發出「TES電動機車充電站查詢系統App」，讓民眾隨時查詢其距離最近之TES電動機車充電站及維修站等資訊。
- 生物專家們歸納「台灣三大衰蛇（意指擬龜殼花<斑紋形似毒蛇龜殼花、鎖鏈蛇>、青蛇<體表顏色形似毒蛇赤尾青竹絲>和白梅花蛇<體紋形似毒蛇雨傘節>）」，呼籲民眾不要再讓這些無辜的蛇成為棒下冤魂。[61]

## 10月22日
- 「每日新聞」於台北訊息報導指出，2009年2月中斷的臺灣、日本漁業談判，預定2012年11月重啟談判。
- 弘道老人福利基金會今表示，紀錄長片「不老騎士-歐兜邁環台日記」自10月12日至22日止，10天的全臺灣票房紀錄達新台幣1,160萬元，已刷新2004年紀錄片「生命」的1,041萬元紀錄。且已入圍「香港亞洲電影節」。中央社（页面存档备份，存于）
- 羅東聖母醫院今表示，依據內政部資料統計，全臺灣需照護的老年人口，只3.9%可獲得機構照護，超過60萬名老人無法獲妥善醫護。中央社（页面存档备份，存于）
- 財政部今宣布，第4屆「公益彩券」10年發行權，已由中國信託商業銀行繼續取得。中信銀承諾，每年公益回饋金必達到新台幣27億元（第3屆發行權得標價平均，才每年20.86億元回饋金）。中央社財政部[永久]

## 10月23日
- 台南市署立新營醫院北門分院附設護理之家，1名67歲大腸癌患者半夜縱火，造成12人死亡、60人嗆傷。台南地檢署訊後依公共危險、殺人與有逃亡之虞，聲請羈押。自由時報

## 10月24日
- 臺北關稅局依據情資查獲一自香港入境之「德、法」雙重國籍旅客，於其托運行李內，取出重達2,031公克海洛因，市價約新臺幣1,700萬元。全案移送調查局持續偵辦。財政部關稅局[永久]

## 10月25日
- 前行政院秘書長林益世及其家人遭到起訴（但林益世的父親林仙保除外，特偵組認定他有重聽，就算在場也沒有涉案），但是特偵組替林益世護航證據仍相當明顯。最主要在於特偵組以恐嚇陳啟祥等方式調整林益世的行賄金額；涉入弊案的中鋼董事長鄒若齊及中聯總經理管新灣並未遭到起訴，林益世有機會藉此由貪污罪脫罪（以「實質影響力說」定罪貪污，必須建立在中鋼及其子公司違法配合林益世的前提下）；而特偵組竟以陳啟祥多次向特定媒體爆料為由，取消陳啟祥污點證人身份；但一般認為若非陳啟祥不斷透過臺灣壹週刊爆料，特偵組極可能會吃案；壹週刊也報導特偵組恐嚇、逼迫陳啟祥翻供，以避免起訴很可能涉入此弊案的吳敦義，而後特偵組也真的故意不理會林益世無法通過測謊「沒有將贓款給別人」的事證及其他可以將吳敦義捲入的事證。蘋果日報-1（页面存档备份，存于）蘋果日報-2（页面存档备份，存于）Nownews自由時報

- 中央氣象局公告，高屏地區今發生連環地震。高雄捷運因受5級有感地震影響，全線預估將暫停營運90分鐘。新頭殼newtalk （页面存档备份，存于）中央社[永久]

## 10月26日
- 日本大阪府堺(ㄐㄧㄝˋ)市今頒贈第3屆和平貢獻獎予中華民國紅十字會總會會長王清峰，獲頒原因:協助東日本311大震災災區重建。中央社
- 弘光科技大學與基龍米克斯公司互為產學合作，於學區內成立「中區DNA（去氧核糖核酸）定序中心」，將優先協助臺中市防治小黑蚊及流浪狗問題。中央社
- 林益世籌足五千萬保釋金並獲交保。自由時報

## 10月27日
- 第十屆台北同志大遊行，主要訴求為「革命婚姻──婚姻平權，伴侶多元」，23國共6萬5千人參與。自由時報 聯合報

## 10月28日
- 「林益世貪污罪被起訴」一案，臺北地方法院合議庭以「重保和定時報到替代羈押」，駁回特偵組提出之「準抗告案」確定。自由時報

## 10月29日
- 行政院原子能委員會指出，今起新增基隆、板橋、屏東市、滿州鄉4個站點，總計全省達到38個監測站，將持續執行全天候環境輻射監測，2013年起，將陸續再增設6個站點。中央社

## 10月31日
- 行政院主計總處今第9度下修2012年經濟成長率預測。第3季經濟成長率預估為1.02%，較8月預測的1.99%降低0.97個百分點；第4季預估為2.83%，較8月預測的4.23%降低1.4個百分點。中央社